# Idioma tause
El tause, también llamado doa o darha, es una lengua papú poco documentada de Irian Jaya en Indonesia hablada por unas 350 personas. Los tause sólo tuvieron contacto con el mundo exterior en 1982. Se ha conjeturado que hablan una lengua emparentada con las lenguas de la Llanura de los lagos, sin embargo, esta conjetura se apoya en muy poca evidencia. Recientemente, Malcolm Ross clasificó el tause dentro de las lenguas Doberai-Sentani, junto con otra lengua aislada más y dos pequeñas familias, pero esta clasificación tentativa pretendía estimular más investigaciones con el fin de confirmarla o desconfirmarla.